# Rezistența germană

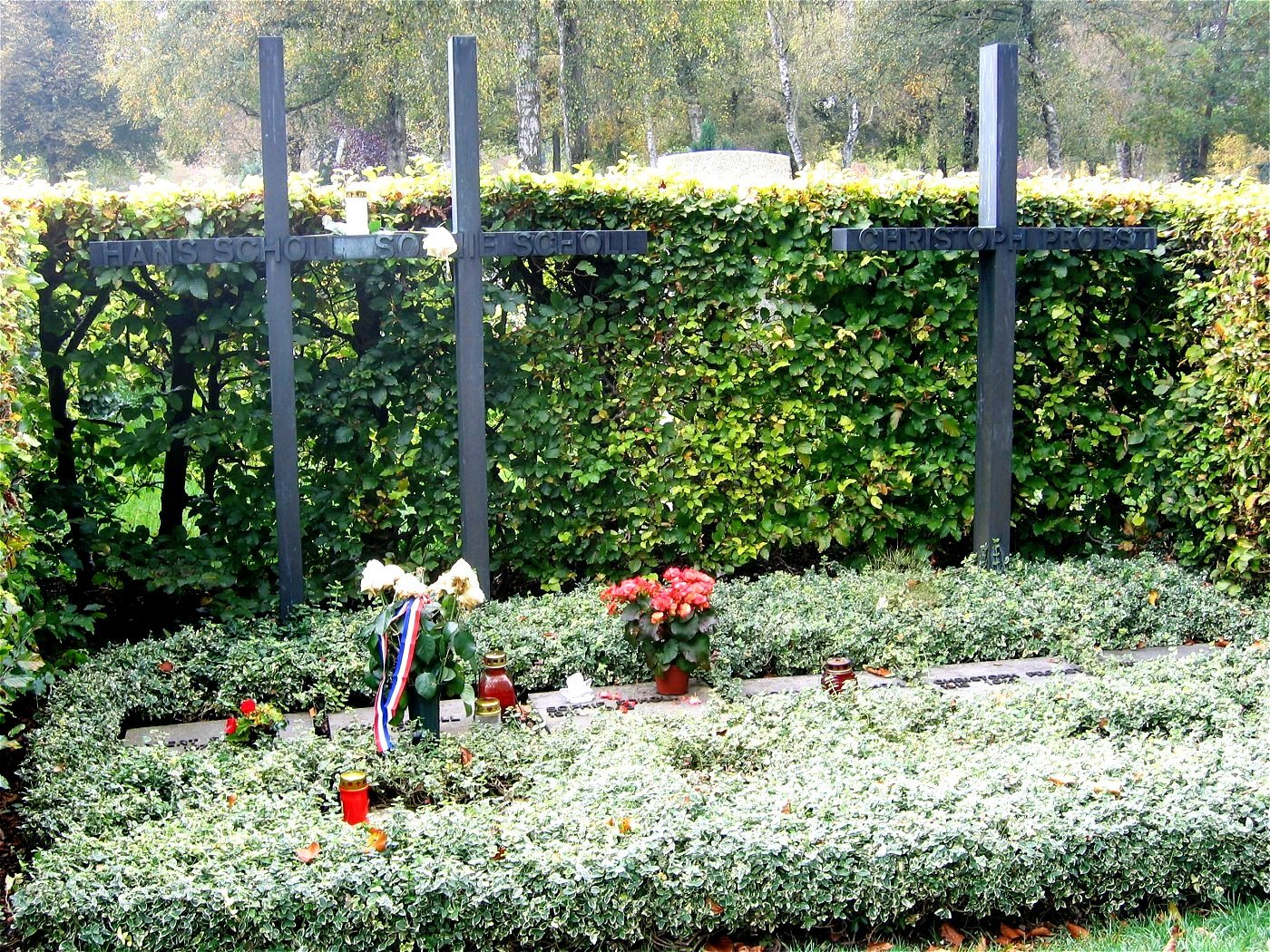
Mormintele studenților Hans Scholl, Sophie Scholl și Christoph Probst, membri ai grupului Trandafirul Alb din München

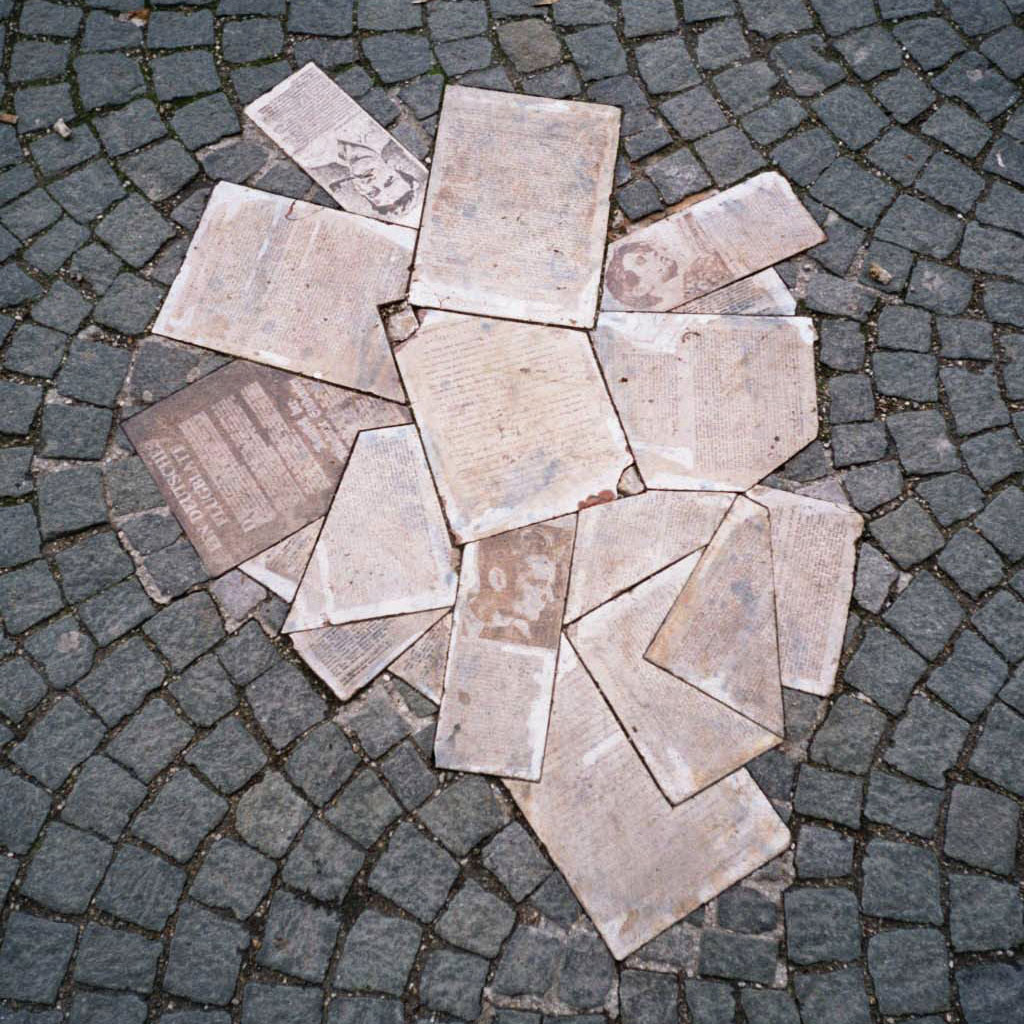
Placă memorială pentru Trandafirul Alb, în fața Universității din München

Rezistența germană se referă la acele persoane și grupuri care s-au opus în mod activ lui Adolf Hitler în timpul regimului nazist din Germania anilor 1939 – 1945. Unii dintre ei au acționat în mod activ pentru eliminarea lui Hitler din fruntea statului. Planurile lor au culminat cu tentativa (eșuată) de asasinare a führerului de la iulie 1944 (v. și Complotul de la 20 iulie).
Termenul „rezistență germană” nu trebuie să ducă gândul la o rezistență organizată de durată pe toată perioada existenței regimului nazist, asemănătoare mișcărilor de rezistență bine organizate de tipul rezistenței franceze. Rezistența germană a fost constituită din grupuri mici și de cele mai multe ori izolate. Aceste grupulețe nu au reușit să mobilizeze o opoziție politică antihitleristă puternică, principala lor tactică fiind aceea a atragerii unor importanți lideri militari naziști în conspirații, care apoi să-l răstoarne prin forță pe dictator. Tentativa de asasinare din 1944 a fost gândită să declanșeze o lovitură de stat care să răstoarne regimul nazist și să scoată Germania din război.

## Cadru general
Rezistența germană a fost formată din câteva mișcări separate, care au reprezentat diferite segmente ale societății germane și care au colaborat numai sporadic, sau nu au avut niciun fel de contacte între ele.
Una dintre ramurile mișcării de rezistență a fost formată din organizațiile social-democraților (SPD) și comuniștilor (KPD), ale căror partide au fost scoase în afara legi. Aceste rețele pot fi caracterizate mai degrabă ca „de opoziție” decât „de rezistență”, de vreme ce ele nu s-au angajat în activități de rezistență, altele decât cele care incitau la grevă, membrii de partid trecuți în clandestinitate căutând mai degrabă să păstreze vii organizațiile lor politice, decât să lupte activ împotriva regimului. Se pare că social-democrații și comuniștii au încercat doar să supraviețuiască în așteptarea unor schimbări politice în viitor. Una dintre puținele excepții a fost cazul activistului social-democrat Julius Leber, care s-a implicat în rezistența activă antinazistă. Au existat și acțiuni de rezistență din partea sindicatelor anarhiste, ca de exemplu Freie Arbeiter Union (FAUD), care a organizat de distribuire de propagandă antinazistă și s-a ocupat de ajutarea anumitor persoane să părăsească Germania.
O altă ramură a rezistenței era cea formată pe o minoritate din rândul credincioșilor creștini, atât catolici cât și protestanți. Rolul lor a fost unul mai mult simbolic, doar o mică parte a clerului a luat atitudine clară împotriva regimului, așa cum a făcut-o pastorii protestanți Dietrich Bonhoeffer, Martin Niemöller și Edmund Schlink, episcopii catolici Clemens von Galen și Johannes Sproll, iezuiții Alfred Delp, Rupert Mayer etc. Poziția lor a inspirat câteva acte de rezistență, așa cum a fost cea a grupului de studenți münchenezi Trandafirul alb. Biserica Catolică s-a opus regimului nazist numai în măsura în care valorile creștine majore au fost afectate de dictatură, așa cum s-a întâmplat în cazul programului de eutanasiere a persoanelor cu handicap. Bisericile protestante oficiale nu s-au opus în mod direct regimului nazist, însă pastorii și profesorii grupați în Biserica Mărturisitoare s-au opus regimului, motiv pentru care au fost persecutați.
O a treia ramură a fost cea a „rezistenței neorganizate” – cetățeni germani care s-au opus în mod individual sau în grupuri foarte mici politicilor guvernamentale, acțiuni care au fost fi considerate acțiuni subversive. Este vorba în special de acei germani care au ajutat evreii să supraviețuiască Holocaust, care i-au ascuns, le-a obținut acte false sau i-au ajutat să fugă din țară. Peste 300 de germani au fost recunoscuți pentru asemenea activități. Se poate vorbi de o anumită formă de rezistență și în cazul tinerilor care, în special în ultimi ani de război s-au eschivat de la recrutarea în Tineretul hitlerist și s-au opus în diferite moduri politicilor naziste.
În cele din urmă mai trebuie menționată organizațiile subversive din cadrul aparatului de stat german, în special în rândurile armatei, Ministerului de Externe și a serviciilor de contrainformații. Aceste grupuri au organizat conspirații împotriva lui Hitler în 1938 și 1939, dar din diferite motive nu au ajuns până în faza de acțiune. După înfrângerea suferită de germani în bătălia de la Stalingrad din 1942, aceste organizații subversive au reușit să ia legătura cu diferiți ofițeri de armată care ajunseseră la concluzia că Hitler conducea Germania la dezastru, dar numai puțini dintre ei au fost de acord să treacă la opoziție activă. Cei care au s-au implicat mai activ în rezistența antihitleristă a fost vechea aristocrație prusacă, care a fost singura clasă socială care nu a fost penetrată cu succes de ideologia nazistă.

## Rezistența în perioada interbelică 1933-1939
În perioada ianuarie 1933 (când Hitler a devenit cancelar) și 1938 (anul în care a fost invadată Cehoslovacia), nu a existat o mișcare de rezistență organizată împotriva regimului lui Hitler. În momentul în care Hitler a ajuns la putere, toate partidele și sindicatele au fost scoase în afara legii, presa și radioul a fost trecut sub controlul statului, iar cele mai multe elemente ale societății civile au fost neutralizate. Concordatul dintre Germania și Sfântul Scaun a înlăturat orice posibilitate de rezistență sistematică a bisericii catolice. Cea mai importantă biserică protestantă, biserica evanghelică, a avut o atitudine generală pronazistă, deși a existat o minoritate care a tins să se opună politicii lui Hitler. Dezlănțuirea de violență a SA-ului din „Noaptea cuțitelor lungi” din iulie 1934 a pus cap oricărei încercări de cucerire a puterii din partea aripii „socialiste” a Partidului Nazist și a strâns legăturile dintre regim și armată.
Toți cercetătorii sunt de părere că regimul lui Hitler a fost extrem de popular în rândurile populației germane în această perioadă. Falimentul Republicii de la Weimar a discreditat democrația în ochii majorității germanilor. Succesul aparent al lui Hitler în eliminarea șomajului după perioada dezastruoasă a Marii crize economice (realizat prin reintroducerea serviciului militar obligatoriu, reînarmare și prins schimbarea rolului femeii într-unul exclusiv de casnică și mamă), politica externă agresivă și succesele precum ocuparea Renaniei în 1936 și anexarea Austriei din 1938 l-au ajutat pe Hitler să primească laudele majorității germanilor.,
În această perioadă, social-democrații și comuniștii au reușit să menține o structură clandestină. Moștenirea perioadei de conflicte de dinainte de 1933 a făcut ca social-democrații și comuniștii să nu poată coopera. Rețele acestor partide au fost infiltrate de agenții Gestapoului, iar rata arestărilor și eliminării fizice a activiștilor politici a fost foarte ridicată. Cu toate aceste, rețelele social-democrate și comuniste au continuat să existe, să recruteze membri noi din clasa muncitorilor industriali, care se opunea disciplinei cazone impusă de regim în timpul cursei de reînarmare a Germaniei. Conducerea social-democrată exilată la Praga a fost capabilă să primească și să publice rapoarte foarte amănunțite și corecte cu privire la evenimentele din țară. În afară de faptul că au reușit să supraviețuiască perioadei dictaturii lui Hitler, activiștii celor două partide au organizat scurte ridicări la luptă sub forma unor greve și cam atât.
Mai rămăsese o bază substanțială pentru opoziția împotriva regimului lui Hitler. În ciuda faptului că Partidul Nazist preluase controlul asupra statului german, el nu a procedat precum bolșevicii din Uniunea Sovietică, care au distrus întreg aparatul de stat și l-au reconstruit de la zero. Instituții precum Ministerului de Externe, serviciile de spionaj și mai presus de toate, armata, au rămas independente într-o oarecare măsură, deși urmăreau linia generală a partidului. Gradul de independență al armatei a scăzut în 1938, când atât ministrul apărării, generalul Werner von Blomberg, cât și șeful Marelui Stat Major, generalul Werner von Fritsch au fost înlăturați din funcții, dar în ciuda acestui fapt în fruntea armatei a mai rămas o rețea de ofițeri care priveau critic regimul naziste.
În 1936, mulțumită unui informator, raziile Gestapoului au decimat grupurileanarho-sindicaliste din toată Germania. 89 de oameni au fost arestați. Cei mai mulți au fost închiși sau au fost asasinați. Aceste grupuri încurajau acțiunile de luptă sindicală precum grevele, tipăreau și distribuiau propagandă antinazistă și recrutau voluntari care să lupte împotriva aliaților naziștilor din războiul civil spaniol.
Ca parte a înțelegerii cu forțele conservatoare cu ajutorul cărora Hitler a ajuns Cancelar în 1933, politicianul de dreapta neîncadrat în niciun partid Konstantin von Neurath a rămas ministru de externe până în 1938. În perioada în care a ocupat această funcție, von Neurath, folosindu-se de rețeaua de diplomați din subordine și de legăturile din serviciile de spionaj, a devenit unul dintre gazdele unui cerc de rezistență. Printre cei mai importanți membri ai acestui grup s-au numărat ambasadorii germani la Roma Ulrich von Hassell, Moscova Friedrich Werner von der Schulenburg și funcționarii superiori Adam von Trott zu Solz, Erich Kordt și Hans-Bernd von Haeften. Acest cerc de opozanți a rezistat fără să fie descoperit chiar și în momentele în care la conducerea ministerului de externe a venit nazistul convins Joachim von Ribbentrop.
Cel mai important centru de opoziție din cadrul aparatului de stat a fost cel din serviciile de spionaj. Operațiile lor secrete au oferit o acoperire excelentă acțiunilor antinaziste. Cel mai important personaj a fost generalul de brigadă Hans Oster, șeful serviciilor militare de spionaj, un antinazist convins. El era protejat de șeful Abwehrului, amiralul Wilhelm Canaris. Oster a reușit să pună la punct o vastă rețea clandestină de opozanți potențiali, atât în armată, cât și în serviciile de spionaj. El a avut un aliat de nădejde în persoana funcționarului din ministerul de interne, guvernatorul Băncii Reichului, Hjalmar Schacht, a făcut și el parte din această rețea.
Problema acestor grupuri era că, în perioada de început a dictaturii lui Hitler, numeroasele sale succese făceau ca încercările de rezistență să fie sortite eșecului. Până în cele din urmă, grupurile de rezistență au trebuit să admită că era imposibilă organizarea oricărei rezistențe politice deschise.
Această situație nu a fost determinată, după cum s-a susținut uneori, de omniprezența aparatului represiv, care ar fi făcut imposibil orice protest public. Asemenea proteste au fost posibile, așa cum a fost cazul catolicilor bavarezi, care s-au opus public în 1941 îndepărtării crucilor din școli. În această situație regimul a cedat. Mai degrabă a fost vorba de uriașul sprijin de care s-a bucurat Hitler la începutul regimului său. În vreme ce mișcările de rezistență din țările ocupate se bazau pe sentimentele patriotice ale cetățenilor chemați la luptă împotriva ocupanților germani, în Germania, rezistența risca să fie etichetată drept nepatriotică, mai ales în timp de război. Chiar și ofițerii de armată și oficialii guvernamentali care îl detestau pe Hitler au evitat cu atenție să fie amestecați în orice act care ar fi putut fi considerat „trădător” sau „subversiv” față de guvern.
La începutul anului 1936, Oster și Gisevius au ajuns la concluzia că un regim dominat în asemenea măsură de un singur om nu poate fi doborât decât prin eliminarea acelui om, ori prin asasinare lui Hitler, ori prin organizarea unei lovituri de stat militare. A trecut însă mult timp până când un număr suficient de mare de germani a ajuns să accepte această abordare a problemei dictaturii. Numeroși clerici au crezut că Hitler poate fi convins să-și îndulcească regimul totalitar, sau că se va ivi vreo ocazie de înlocuire a dictatorului cu o persoană moderată. Existau și mulți germani care credeau că Hitler nu poate fi făcut vinovat pentru excesele regimului, iar îndepărtarea unui personaj precum Heinrich Himmler și reducerea puterii SS-ului va aduce țara pe făgașul normal. Printre cei care se opuneau lui Hitler existau numeroși creștini practicanți care respingeau din principiu asasinatul ca armă politică. Numeroși ofițeri de armată evitau să ia atitudine împotriva lui Hitler, considerându-se legați de dictator prin jurământul de credință față de Führer, pe care îl depuseseră în 1934.
Opoziția era divizată de lipsa de compromisuri în ceea ce privește obiectivele majore, altul decât îndepărtarea lui Hitler de la putere. Unii dintre opozanți erau liberali care se opuneau ideologiei regimului nazist în întregul ei, ei dorind reinstaurarea sistemului democrației parlamentare. Numeroși ofițeri de armată și funcționari de stat erau conservatori sau naționaliști, și mulți dintre ei fuseseră sprijinitorii lui Hitler la începutul regimului nazist. Unii din ei erau în favoarea restaurării monarhiei Casei de Hohenzollern. Mulți alții erau de acord cu regimul totalitar, altul decât cel nazist. Printre cei care se opuneau lui Hitler se aflau persoane care aveau o atitudine cel puțin la fel de naționalistă și antisemită ca a dictatorului, dar nu erau de acord cu încercările Führerului de împingere a Germaniei într-un nou război mondial. Date fiind aceste condiții, opoziția nu a fost capabilă să formeze o mișcare unitară, ori să transmită un mesaj coerent către aliații potențiali din afara țării.

## Rezistența din armată 1938-1942
În ciuda îndepărtării lui Blomberg și Fritsch, armata a păstrat o independență notabilă, iar ofițerii superiori au fost capabili să discute relativ liber pozițiile lor politice. În 1938, conducerea armatei era foarte îngrijorată de intenția lui Hitler de invadarea a Cehoslovaciei, chiar cu riscul declanșării unor războaie cu Regatul Unit, Franța sau cu Uniunea Sovietică. Șeful Marelui Stat Major, generalul Ludwig Beck, considera că un asemenea atac nu este doar imoral, dar și nesăbuit, de vreme ce Germania nu ar fi fost capabilă să iasă învingătoare. Oster și Beck au trimis emisari la Londra și la Paris, sfătuind cele două guverne să reziste pretențiilor lui Hitler, ceea ce ar fi întărit tabăra ofițerilor care se opuneau dictatorului. Britanicii și francezii nu au știut cum să interpreteze aceste mesaje și au ales să le ignore.
În august, la o întâlnire a generalilor armatei germane de la Berlin, Beck a vorbit deschis împotriva unui război cu puterile occidentale generat de problema cehoslovacă. Când Hitler a fost informat cu privire la această luare de poziție, el a cerut demiterea lui Beck, ceea ce s-a și întâmplat de altfel. Beck era foarte respectat în armata germană, iar demiterea sa a șocat corpul ofițeresc. Franz Halder, noul șef al Marelui Stat Major a rămas în legătură cu Beck și cu Oster. Halder afirma în fața oamenilor de încredere că îl consideră pe Hitler „reîncarnarea diavolului”. Mai mulți ofițeri de frunte ai armatei germane, (printre care și comandantul regiunii militare Berlin, feldmareșalul Erwin von Witzleben), au definitivat în septembrie planurile pentru îndepărtarea lui Hitler.
Oster, Gisevius și Schacht i-au implorat pe Halder și Beck să declanșeze imediat o lovitură de stat împotriva lui Hitler, dar ultimii au răspuns că nu pot obține sprijinul corpului ofițeresc pentru o asemenea acțiune până când Führerul nu întreprinde noi pași spre declanșarea războiului. Halder îi ceruse de altfel lui Oster să conceapă planuri pentru declanșarea unei lovituri de stat. Weizsäcker și Canaris erau la curent cu aceste planuri. Conspiratorii nu au căzut însă de acord asupra soartei lui Hitler după ce ar fi fost îndepărtat de la putere. Conspiratorii au căzut de acord însă ca Halder să declanșeze lovitura de stat de îndată ce Hitler ar fi întreprins pași clari pentru declanșarea războiului.
Este de subliniat faptul că șeful armatei, generalul Walther von Brauchitsch, era la curent cu preparativele pentru lovitura de stat, și în ciuda faptului că i-a declarat lui Halder că dezaprobă acțiunea, nu l-a informat pe Hitler despre conspirație. Această atitudine este un exemplu elocvent al solidarității dintre ofițerii de frunte ai armatei germane, solodaritate care le-a premis complitiștilor să supraviețiască și să ofere protecție grupurilor de rezistență, cel puțin până la atentatul din iulie 1944.
Pe 13 septembrie, prim-ministrul britanic Neville Chamberlain și-a anunțat vizita în Germania, în timpul căreia urma să-l întâlnească pe Hitler, pentru a dezamorsa criza Cehoslovaciei. Acest fapt a produs incertitudine în rândurile conspiratorilor. Când, pe 20 septembrie, se părea că negocierile vor eșua, iar Chamberlain va reziste presiunilor lui Hitler, planurile pentru lovitura de stat au fost revizuite și finalizate. Tot ce mai trebuia era ca Halder să dea semnalul de declanșare a operațiunilor.
Totuși, pe 28 septembrie, Chamberlain a cedat și a fost de acord cu organizarea unei întâlniri la München, în timpul căreia a fost de acord cu dezmembrarea Cehoslovaciei. Acordul de la München a demoralizat și divizat opoziția germană. Halder a declarat că nu va mai sprijini în viitor nicio lovitură de stat. Restul conspiratorilor erau total lipsiți de putere.
În 1939 devenise evident că Hitler se pregătea de război, iar planurile pentru o lovitură de stat au fost reactualizate. Oster păstrase contactele cu Halder și Witzleben, chiar dacă Witzleben fusese transferat la Frankfurt am Main, ceea ce-i reducea eficiența în cazul unei lovituri de stat. Goerdeler și Witzleben au hotărât să formeze o rețea de comandanți ai armatei care să prevină declanșarea unui război împotriva puterilor occidentale. Față de anul 1938, sprijinul în rândurile ofițerilor pentru o acțiune în forță scăzuse în mod dramatic. Mulți ofițeri, în special cei din rândurile aristocrației funciare prusace, aveau o atitudine profund antipoloneză și erau de acord cu planurile lui Hitler pentru recuperarea orașului-port Danzig și a altor teritorii aflate în acel moment în stăpânirea Poloniei.
Situația din 1939 era însă însă diferită în mod fundamental față de cea din 1938. Dacă în 1938 fuseseră făcute planuri pentru o acțiune a armatei ca un tot, lovitură care să-l înlăture pe Hitler, în 1938 conspiratorii recunoșteau că o mișcare de o asemenea amploare nu mai este posibilă, iar cei care urmau să acționeze erau mai degrabă funcționari publici și mult mai puțini militari.
Opoziția a cerut din nou englezilor și francezilor să se opună lui Hitler. Halder s-a întâlnit în secret cu ambasadorul britanic Nevile Henderson pentru a cere guvernului de la Londra să reziste planurilor lui Hitler. Conspiratorii au conceput noi planuri pentru înlăturarea lui Hitler în momentul în care ar fi declarat război Poloniei. În ciuda faptului că acum atât Franța cât și Anglia erau gata să declare război în sprijinul aliatului polonez, odată cu apropierea momentului critic, Halder și-a pierdut curajul. Schacht, Gisevius și Canaris au plănuit să organizeze o întâlnire între Brauchitsch și Halder și să le ceară să-l îndepărteze de la putere pe Hitler și să prevină războiul. În ciuda oricăror pregătiri, Hitler și-a pus în aplicare planurile și, pe 1 septembrie, Germania a invadat Polonia.
Izbucnirea războiului a împiedicat mobilizarea conspiratorilor. Halder a continuat să aibă o atitudine ambiguă. La sfârșitul anului 1939 și începutul lui 1940, Halder s-a opus planurilor lui Hitler de invadare a Franței, și a rămas în legătură cu conspiratorii prin intermediul generalului Carl-Heinrich von Stülpnagel. Au fost din nou concepute unele planuri pentru declanșarea unei lovituri de stat și pentru prima oară s-a propus asasinarea lui Hitler cu ajutorul unei bombe. Un grup separat de ofițeri numiți „Grupul de acțiune Zossen”, de la cartierul general de la Zossen, făcea de asemenea planuri pentru declanșarea unei lovituri de stat.
Când în noiembrie 1939 părea evident că Hitler este gata să ordone un atac imediat în vest, conspiratorii l-au convins pe generalul Wilhelm Ritter von Leeb, comandantul Grupului de Armate C de la frontiera cu Belgia, să sprijine o lovitură de stat dacă Hitler ar fi declanșat războiul cu occidentul. În același timp, Oster i-a prevenit pe olandezi și pe belgieni asupra atacului plănuit de Hitler, dar aceste avertismente nu au fost crezute. În momentul în care Hitler a amânat atacul până în 1940, conspiratorii au pierdut un alt moment favorabil, iar Halder a ajuns la concluzia că poporul german nu ar fi acceptat o lovitură de stat.
Conspirațiile eșuate din 1938 și 1939 au scos în evidență părțile puternice dar și slăbiciunile corpului ofițeresc și capacitatea armatei de a conduce mișcarea de rezistență. Corpul ofițeresc era caracterizat prin loialitate și solidaritate. După cum nota Istvan Deak: „Ofițerii, în special cei cu cele mai înalte grade, au discutat, unii încă din 1934... asupra posibilității răsturnării sau chiar asasinării lui Hitler. Se pare că nici măcar în cazul unuia dintre ei, camarazii de arme nu l-au trădat Gestapoului”. Este remarcabil că în timpul celor doi ani de comploturi, structurile opozanților de la toate nivelurile au rămas nedescoperite. O explicație ar fi aceea că în acele momente Himmler se concentra încă asupra inamicilor tradiționali ai naziștilor, social-democrații și comuniștii, (și, bineînțeles, evreii), și nu putea crede că există un centru al opoziției chiar în apropierea sa. Un alt factor hotărâtor a fost protecția asigurată de Canaris complotiștilor.
Slăbiciunile majore ale corpului ofițeresc erau reprezentate de respectarea unui jurământ, chiar dacă era unul de loialitate față de un om, nu față de popor, și de oroarea față de insubordonare. Astfel se poate explica ambiguitatea atitudinii lui Halder, care nu a fost capabil în niciun moment să ia o hotărâre decisivă. Halder îl ura pe Hitler și credea că naziștii împingeau Germania la catastrofă. El a fost șocat și dezgustat de comportamentul SS-iștilor în Polonia, dar nu l-a sprijinit pe generalul Johannes Blaskowitz, care a protestat în mod oficial în fața lui Hitler față de atrocitățile împotriva civililor polonezi, inclusiv a celor evrei. Atât în 1938 cât și în 1939, el și-a pierdut hotărârea în momente critice și nu a dat ordinele de acțiune împotriva lui Hitler.

## Prima tentativă de asasinare
Una dintre cele mai hotărâte și mai neașteptate încercări de eliminare a lui Hitler a apărut în noiembrie 1939. Georg Elser, un tâmplar din Württemberg, acționând de unul singur, a conceput un plan de asasinare a lui Hitler. Elser a fost implicat într-o oarecare măsură în activitățile comuniștilor mai înainte de 1933, dar motivele exacte ale acțiunii sale rămân un mister. El a citit în ziare că Hitler va ține un discurs la o întrunire a naziștilor de pe 8 noiembrie. Întâlnirea se organiza în Bürgerbräukeller, o berărie din München, unde Hitler își lansase Puciul de la berărie în 1923. După ce a furat material exploziv de la locul său de muncă, Elser a construit o bombă cu ceas puternică. Timp de aproape o lună, el a reușit să rămână în Bürgerbräukeller după orele de închidere, timp în care a găurit grinda de sub tribuna vorbitorului pentru plasa bomba.
În noaptea de 7 noiembrie, Elser a programat ceasul bombei și a încercat să treacă granița în Elveția. În mod neașteptat, Hitler a ținut un discurs cu mult mai scurt decât era programat și a părăsit sala cu zece minute mai înainte ca bomba să explodeze. În explozie au fost uciși opt oameni. Dacă Hitler și-ar fi lungit discursul, explozia l-ar fi ucis cu siguranță, iar consecințele rămân doar de domeniul speculațiilor. Elser a fost arestat la graniță, a fost trimis în lagărul de concentrare Sachsenhausen. În 1945 a fost mutat în lagărul de concentrare Dachau. Elser a fost executat cu două săptămâni mai înainte de eliberarea lagărului de la Dachau. Acest atentat a declanșat o vânătoare de vrăjitoare orchestrată de autoritățile naziste, care a avut ca scop nu atât descoperirea unor noi atentatori, ci descurajarea oricărei opoziții interne.

## Rezistența catolică
Izbucnirea războiului a servit la ralierea populației în jurul lui Hitler, iar succesele răsunătoare ale armatei germane de la începutul războiului – ocuparea Poloniei în 1939, a Danemarcei și Norvegiei în aprilie 1940, înfrângerea rapidă a Franței în mai-iunie 1940, au făcut incapacitată orice opoziție. În particular, opoziția din armată a rămas izolată și discreditată, de vreme ce atât de temutul război cu occidentul s-a încheiat cu o victorie aparentă, câștigată cu neașteptat de puține pierderi. Această stare de spirit a continuat și în 1941, deși greutățile economice au produs anumite nemulțumiri personale. 
Chiar în timpul în care Hitler ajunsese la maximum popularității sale, a apărut o problemă care a provocat o formă de rezistență încheiată cu succes. Programul de eutanasiere – o campanie de ucidere în masă – a țintit persoanele cu probleme psihice sau cu dizabilități fizice serioase. Operațiunea a fost numită Aktion T4. Până în 1941, peste 70.000 de oameni au fost uciși în timpul acestui program, cei mai mulți prin gazare. Corpurile lor au fost incinerate – o repetiție generală a Holocaustului care i-a vizat pe evrei.
Această politică a făcut să apară o opoziție puternică în întreaga societate germană, în special printre catolici. În ciuda dorinței Vaticanului de a nu intra în conflict cu regimul nazist, furia catolicilor față de uciderile în masă a oamenilor cu dizabilități nu a putut fi potolită. Opoziția față de acțiunile regimului a crescut odată cu declanșarea atacului împotriva Uniunii Sovietice în iunie 1941. Războiul din răsărit a produs pentru prima oară de la instalarea regimului nazist un mare număr de victime din rândurile germanilor, iar spitalele și azilurile s-au umplut cu tineri germani schilodiți. Au început să circule zvonuri cu privire la soarta tinerilor soldați din spitale, care ar fi putut deveni victime ale „eutanasiei”, în ciuda faptului că autoritățile nu au avut niciodată asemenea planuri.
Furia catolicilor a crescut în continuare odată cu acțiunile Gauleiterului Bavariei Superioare, Adolf Wagner, un militant nazist anticatolic, care a ordonat îndepărtarea crucilor din școli în regiunea de care răspundea. Acest atac a provocat primele demonstrații publice împotriva politici guvernului de la venirea naziștilor la putere. Au avut loc acțiuni de masă de semnare de petiții, la care au participat inclusiv soldații catolici de pe front. Hitler a cerut revocarea în grabă a hotărârii, dar catolicii înțeleseseră că se pot opune cu succes regimului. A urmat o serie de proteste hotărâte împotriva programului de eutanasiere.
În iulie episcopul de Münster, Clemens August von Galen, un aristocrat conservator antihitlerist, a denunțat public în timpul unei predici programul de eutanasiere și a telegrafiat lui Hitler cerându-i „Führerului să apere poporul împotriva Gestapoului”. Un alt episcop, Franz Bornewasser al Trierului, a trimis de asemenea proteste lui Hitler, deși acestea nu au fost făcute publice. Pe 3 august von Galen a fost și mai explicit, îndreptându-și atacul său împotriva persecutării de către naziști a ordinelor religioase și împotriva închiderii instituțiilor catolice. Naziștii locali au cerut arestarea lui von Galen, dar Joseph Goebbels l-a temperat pe Hitler, spunându-i că o asemenea măsură ar fi generat o revoltă deschisă în Westfalia.
Până în august, protestele se răspândiseră și în Bavaria, iar Hitler însuși a fost întâmpinat de o mulțime furioasă la Hof, lângă Nürnberg – singura dată când a pățit așa ceva în cei 12 ani de guvernare. În ciuda furiei sale, Hitler și-a dat seama că nu își poate permite un conflict deschis cu Biserica Romano-Catolică, în condițiile în care Germania era implicată într-un război pe două fronturi. Pe 24 august 1941 Hitler a ordonat oprirea programului de eutanasiere (T4) și a dat ordin gauleiterilor să nu mai provoace bisericile pe timpul războiului. Cu toate acestea au continuat arestările în rândul clerului catolic. Una din figurile cele mai proeminente arestate în octombrie 1941 a fost Bernhard Lichtenberg, parohul Catedralei din Berlin, care a murit în detenție după doi ani.
Între preoții catolici executați ca oponenți ai regimului s-au numărat Kilian Kirchhoff, Max Josef Metzger, Eduard Müller (condamnat în lotul Martirilor din Lübeck, inclusiv colegul său protestant Karl Friedrich Stellbrink), Heinrich Maier, Hermann Josef Wehrle, Carl Lampert ș.a. În Lagărul de concentrare Dachau a existat un sector pentru preoți, în care au murit oficial 692 de persoane, între care Georg Häfner, Engelmar Unzeitig și August Froehlich.
Între călugărițele catolice executate de regimul nazist s-au numărat Edith Stein, gazată ca evreică, și Maria Restituta Kafka, asistentă medicală.

## Rezistența comunistă
Dclanșarea războiului cu Uniunea Sovietică a schimbat caracterul rezistenței civile. În timpul în care a funcționat pactul de neagresiune sovieto-german, Partidul Comunist German (KPD) avea ca singur obiectiv supraviețuirea în condițiile prigoanei naziste. KPD nu s-a angajat în acțiuni de rezistență activă împotriva regimului. După iunie 1941 ar fi fost de așteptat ca toți comuniștii să se implice în activitățile de rezistență, inclusiv sabotaje și spionaj, indiferent de riscuri. Un mic număr de agenți sovietici, în special comuniști germani refugiați în URSS, au reușit să se strecoare în Germania ca să ajute celulele comuniste locale aflate în ilegalitate să se organizeze și să acționeze. Această acțiune a dus la formarea în 1942 a două grupuri comuniste, numite generic de Gestapo, Rote Kapelle (Orchestra Roșie).
Primul grup al „orchestrei” era o rețea de spionaj cu cartierul general la Berlin și era coordonată de Leopold Trepper, un agent al NKVD intrat în Germania încă din octombrie 1941. Acest grup făcea rapoarte către serviciile secrete sovietice cu privire la concentrările de trupe germane, atacurile aeriene asupra Reichului, producția germană de război și livrările de combustibil. A colaborat cu organizațiile rezistenței franceze de orientare comunistă. Agenții au reușit la un moment dat să pună sub ascultare liniile telefonice ale Abwehr-ului din Paris. Trepper a fost arestat în cele din urmă și grupul lui a fost distrus în primăvara anului 1943.
Al doilea grup al „orchestrei” a fost organizat în întregime fără ajutorul sovieticilor, nefiind controlat de NKVD. Acest grup a fost condus de Harro Schulze-Boysen, ofițer de informații din Ministerul Aerului al Reichului, și de Arvid Harnack, un funcționar din cadrul Ministerului Economiei. Amândoi se considerau comuniști, deși se pare că nu erau membri ai KPD-ului. grupul era relativ eterogen. Printre membrii lui se numărau producătorul teatral Adam Kuckhoff, dramaturgul Günther Weisenborn, ziaristul John Graudenz și pianistul Helmut Roloff. Acest grup corespunde modelului general al rezistenței germane, și anume a unei rețele formate în special din elite.
Principala activitate a acestui grup a fost colectarea de informații și dovezi despre atrocitățile naziste și distribuirea de fluturași antihitleriști. Spionajul nu era una dintre activitățile importante ale grupului. Ei și-au strecurat informațiile către reprezentanții diplomatici străini, în principal prin contacte directe cu reprezentanții ambasadei americane și, printr-o conexiune mai puțin directă, către guvernul sovietic. Când sovieticii au încercat să recruteze întregul grup în serviciul Moscovei, Schulze-Boysen și Harnack au refuzat să se înroleze, ei dorindu-și să-și păstreze independența politică. Johann Wenzel, un membru al „orchestrei” Trepper și care era în legătură și cu Schulze-Boysen, a trădat grupul Gestapoului în 1942, după ce a fost arestat. Schulze-Boysen, Harnack și alți membri ai rețelei lor au fost arestați și executați.
În Berlin acționa și un alt grup comunist, condus de electricianul evreu Herbert Baum. Dacă la început cei aproape o sută de membri formau un grup de studii, nucleul „dur” al grupului a trecut la rezistență activă după declanșarea războiului împotriva URSS-ului. În luna mai 1942, grupul a organizat un atac asupra unor panouri de afișaj cu postere antisovietice. Proasta organizare a acțiunii a dus la arestarea întregului grup. Douăzeci dintre ei au fost condamnați la moarte. Baum a murit în arest. Activitățile de rezistență comuniste au eșuat pe toată linia. KPD a continuat să lupte pentru supraviețuire în clandestinitate. Activiștii comuniști nu s-au mai făcut simțiți decât în ultimele zile ale războiului.

## Tentativa de asasinare cu bombă plasată în avion
La sfârșitul anului 1942, Tresckow și Olbricht au conceput un plan pentru asasinarea lui Hitler și declanșarea unei lovituri de stat. Pe 13 marite 1943, în timpul drumului de la cartierul general Wehrwolf de lângă Vinnița la Wolfschanze în Prusia Răsăriteană, Hitler avea programată o oprire la cartierul general al Grupului de Armate Centru, la Smolensk. Pentru a-și duce la începlinire planul, Tresckow a gândit trei scenarii: Arhivat în 8 iunie 2011, la Wayback Machine.
1. Maiorul Georg von Boeselager, în fruntea unei unități de cavalerie, avea să-i surprindă pe Hitler și garda lui SS într-o ambuscadă în pădure. Această idee a fost respinsă deoarece ar fi implicat lupta dintre un mare număr de sodați germani. De asemenea, conspiratorii se temeau că soldații de rând nu pot face față SS-știlor fanatici din garda Führerului.
2. Posibilitatea asasinării lui Hitler în timpul mesei de către un grup de conspiratori a fost de asemenea respinsă. Ofițerii care respectau un anumit cod al onoarei militare refuzau să ucidă un om neînarmat.
3. Cea de-a treia opțiune, a unei bombe strecurate în avionul cu care zbura Hitler a fost părut cea mai bună.

Tresckow l-a rugat pe colonelul Brandt, care făcea parte de obicei din grupul care îl însoțea pe Hitler și zbura de cele mai multe ori cu același avion cu dictatorul, să ia un pachet cu el, pachet pe care ar fi trebuit să-l transmită generalului Helmuth Stieff. Pachetul era de fapt o bombă, camuflată în două sticle de coniac, împachetate într-o cutie de lux. Un conspirator, locotenentul Fabian von Schlabrendorff, a reglat declanșatorul exploziei și a predat pachetul lui Brandt, care s-a urcat în același avion cu Hitler.
Complotiștii sperau ca avionul Focke-Wulf 200 Condor al dictatorului să explodeze după 30 de minute, în zona orașului Minsk, suficient de aproape de front pentru ca dezastrul să fie atribuit avioanelor de vânătoare sovietice. Olbricht trebuia să se folosească de criza generată de moartea lui Hitler pentru mobilizarea armatei de rezervă al cărei comandant era și să preia controlul asupra principalelor centre urbane: Berlin, Viena, München și altele. Planul era ambițios și cu reale șanse de reușită, în cazul în care Hitler ar fi fost ucis. Mai rămânea problema delicată a exercitării controlului asupra armatei. De asemenea, reacția SS-ului era greu de prevăzut.
Dar, la fel ca și în cazul atentatului lui Elser din 1939, norocul a fost din nou de partea lui Hitler. Detonatorul de producție britanică, care fusese testat de nenumărate ori până atunci și era considerat de încredere, a funcționat corect, dar capsa de aprindere nu a funcționat. Se pare că temperatura scăzută din camera de bagaje a avionului, unde a fost depozitat pachetul explosiv a împiedicat aprinderea capsei.
Schlabrendorff, dând dovadă de un sânge rece neobișnuit, a luat următorul avion și a primit pachetul de la colonelul Brandt, mai înainte ca înșelătoria să fie descoperită. Bucățile de exploziv plastic au fost folosite mai târziu în atentatul lui Gersdorff și Stauffenberg.

## Tentativele de atentate sinucigașe
Numai la câteva zile mai târziu, pe 21 martie 1943, a fost organizat un alt atentat. În acea zi Hitler vizita la Berlin o expoziție de armament sovietic capturat. Colonelul Rudolf Christoph Freiherr von Gersdorff, un prieten al lui Tresckow, trebuia să prezinte mai multe exponate. El s-a oferit voluntar să execute un atentat sinucigaș, folosind aceeași bombă care ar fi trebuit să explodeze în avion. Dar singurul fitil pe care l-a putut obține era unul chimic, cu o perioadă de ardere de 10 minute. Hitler, în loc să facă turul de 30 de minute, după cum fusese programat, a plecat mai devreme. Gersdorff a trebuit să dezamorseze rapid bomba într-o baie. Această a doua tentativă eșuată a demoralizat temporar grupul complotiștilor. Gersdorff a povestit despre această tentativă de asasinare după terminarea războiului.
Axel von dem Bussche, membru al Regimentului de infanterie nr. 9, s-a oferit voluntar să-l omoare pe Hitler în noiembrie 1943, în timpul prezentării noilor uniforme de iarnă, dar trenul cu susnumitele uniforme a fost distrus de un bombardament aliat, iar expoziția a fost amânată. O a doua prezentare programată în decembrie la Wolfsschanze a fost anulată de Hitler în ultima clipă, dictatorul hotărând să călătorească la Berchtesgaden.
În ianuarie 1944, Bussche s-a oferit voluntar pentru un al doilea atentat, dar între timp el și-a pierdut un picior în luptele cu Armata Roșie. Pe 11 februarie, un alt ofițer tânăr, Ewald Heinrich von Kleist, a încercat să-l asasineze pe Hitler într-un mod asemănător cu Axel von dem Bussche. Hitler a amânat pe neașteptate evenimentul la care trebuia să fie prezent. Următoarea ocazie care s-a ivit a fost aceea unei expoziții de armament de la Salzburg, de pe 7 iulie. Atentatorul Helmuth Stieff nu a detonat însă bomba.

## Stalingradul și „Trandafirul alb”
La sfârșitul anului 1942, Germania a suferit o serie de înfrângeri militare. Prima a fost la El Alamein, a doua a fost generată de victoria aliaților în nordul Africii (Operațiunea Torța), iar a treia a fost dezastrul de la Stalingrad. Cei mai experimentați ofițeri superiori au ajuns la concluzia că Reichul nu poate înfrânge Uniunea Sovietică și că Hitler conduce Germania la pierzanie, la ocuparea de către ruși a țării. O astfel de posibilitate le-a dat noi imbolduri complotiștilor din rândurile armatei.
Halder a fost demis în 1942, conducerea armatei aflându-se în acel moment sub controlul total al lui Hitler. Succesorii lui Halder, feldmareșalul Wilhelm Keitel și generalul Alfred Jodl, nu erau decât intermediarii lui Hitler. Tresckow și Goerdeler au încercat din nou să recruteze ofițeri superiori în complotul pentru declanșarea unei lovituri de stat. În acele momente, Kluge era trecut deja de partea complotiștilor. Gersdorff a fost trimis să-l viziteze pe feldmareșalul Erich von Manstein, comandantul Grupului de Armate Sud din Ucraina. Manstein era de acord că Hitler conducea Germania la dezastru, dar i-a spus lui Gersdorff că „mareșalii prusaci nu se răzvrătesc”. Feldmareșalul Gerd von Rundstedt, care comanda armatele germane din vest a dat un răspuns asemănător. Posibilitatea unui complot anti-Hitler, la care să participe armata ca un tot, părea mai depărtată ca niciodată. În mod demn de remarcat, niciunul dintre ofițerii superiori contactați nu a raportat convorbirile cu complotiștii.
Cu toate acestea, zilele când conspiratorii civili sau militari puteau acționa fără să fie descoperiți se apropiau de sfârșit. După înfrângerea de la Stalingrad, Himmler a considerat că este foarte posibilă existența unor conspirații împotriva regimului. El deja îi suspecta pe Canaris pe oamenii acestuia din Abwehr. În martie 1943, doi dintre aceștia din urmă, Oster și Hans von Dohnanyi, au fost demiși. Deși existau unele bănuieli în ceea ce îi privește, nu au existat suficiente dovezi pentru a-i aresta. Dintre conspiratorii civili, Dietrich Bonhoeffer a fost arestat, iar Goerdeler a devenit suspect.
Gestapoul l-a luat în vizor pe Dohnanyi după ce l-a arestat pe Wilhelm Schmidhuber, un contabandist și speculator de valută care îl ajutase pe primul în diferite ocazii. În timpul interogatoriilor, Schmidhuber a dat numeroase informații cu privire la grupul Oster-Dohnanyi care acționa în Abwehr și despre implicarea lui Goerdeler și Beck în operațiunile opoziției. Himmler a primit de la Gestapo toate aceste informații, cu propunerea de arestare a lui Canaris, protectorul lui Oster și Dohnanyi. Himmler s-a opus însă arestării lui Canaris. Nu se știe dacă Himmler îl considera prea puternic pe Canaris în acel moment, sau dorea să-l protejeze pentru scopuri personale necunoscute. Gestapoul nu a reușit să obțină date mai complete despre amploarea rețelelor de rezistență. În primul rând, Gestapoul nu a reușit să descopere rețeau de conspiratori din cadrul Grupului de Armate Centru.
Dezastrul de la Stalingrad, care provocase Germaniei pierderea a peste 400.000 de soldați, a provocat valuri de furie și nemulțumire în rândul societății germane și a zdruncinat total încrederea cetățenilor de rând în „victoria finală”. Elita conducătoare a armatei și statului, care avea acces nemijlocit la toate informațiile cu privire la desfășurarea operațiunilor de luptă, era conștientă de situația fără ieșire în care se afla Al treilea Reich.
Singura manifestarea vizibilă a opoziție la regimul nazist după înfrângerea de la Stalingrad a fost apariția sentimentelor antirăzboinice în rândul studenților, care au fondat organizația Trandafirul alb. Organizația își avea centrul în München și avea legături cu opozanți din Berlin, Hamburg, Stuttgart și Vienna. În ianuarie 1943 ei au lansat o campanie de împărțire de manifeste antirăzboinice și de desenarea de lozinci pe pereți în zona Univesității Ludwig Maximilians din München. Tinerii au fost descoperiți și arestați foarte repede. Trei conducători ai grupului – Hans Scholl, Sophie Scholl și Christoph Probst – au fost arestați , judecați sumar și executați. Aceeași soartă a avut-o și profesorul de muzică Kurt Huber și alți câțiva studenți.
Apariția acestui grup a fost o surpriză pentru naziști, deoarece universitățile fuseseră considerate fiefuri naziste încă din perioada în care Hitler se mai lupta pentru putere. Pe de altă parte, exemplu studenților a dat curaj grupurilor de opoziție, așa puține și dezorganizate cum erau. „Trandafirul alb” nu a fost un semn al nemulțumirii populației civile și nu a provocat un val de acțiuni antiguvernamentale. Rețelele clandestine ale social-democraților și comuniștilor au supraviețuit. Ele au raportat despre creșterea nemulțumirilor în rândurile muncitorilor industriali și ale fermierilor. Celulele ilegale ale sus-numitelor partide nu au întreprins nicio activitate de luptă. populația de rând continua să-l aprecieze pe Hitler și să-l considere vinovat pe Himmler și pe subordonații lui pentru toate greutățile. În plus, în 1943, posibilitățile unui atac conjugat al Aliaților pe două fronturi a eclipsat orice resentiment față de regim și a slăbit mișcările de rezistență.

## Perioada cea mai puțin activă a rezistenței: 1940-1942
Succesul formidabil al atacului împotriva Franței din 1940 a făcut obiectivul înlăturării Führerului de la putere foarte dificil. Majoritatea ofițerilor de armată, în ciuda termenilor lor de început cu privire la războiul pe două fronturi, au trecut deschis de partea regimului lui Hitler. Populația îi gratula pentru ceea ce era considerată revanșa pentru umilitoarea înfrângere din 1918. Sarcina de continuare a mișcării de rezistență a revenit pentru o vreme civililor, deși și în rândurile armatei a rămas un corp al conspiratorilor anti-Hitler.
Carl Goerdeler, fostul primar al orașului Leipzig, a devenit o figură de primă importanță a rezistenței. Printre asociații săi s-au numărat diplomatul Ulrich von Hassell, ministrul prusac de finanțe Johannes Popitz, și aristocratul Helmuth James Graf von Moltke, membru al opoziție prusace. Din cercul opoziției prusace mai făceau parte și alți tineri aristocrați precum Adam von Trott zu Solz, Peter Yorck von Wartenburg și Gottfried Graf von Bismarck-Schönhausen, (ultimul membru al Partidului Nazist și al Reichstagului și ofițer superior SS). Goerdeler era de asemenea în legătură cu rețeaua clandestină a SPD, cu grupurile de opoziție creștine, atât catolice cât și protestante.
Toți acești oameni se considerau posibili lideri ai unei conduceri posthitleriste, dar ei nu aveau o concepție clară asupra modalității prin care Führerul putea fi îndepărtat de la putere, (cu excepția celor care plănuiau asasinarea dictatorului, o soluție pe care mulți o respingeau pe motive de etică). Planurile lor nu au reușit niciodată să surmonteze problema uriașei popularități a lui Hitler în rândurile populație germane. Acești opozanți și-au ocupat timpul mai degrabă cu dezbateri filozofice sau cu construirea unor planuri pentru Germania postbelică. Cert este că pentru următorii doi ani de după înfrângerea Franței, ei nu au inițiat nicio acțiune practică de rezistență.
În martie 1941, Hitler a dezvăluit planurile sale pentru un „război de anihilare” împotriva Uniunii Sovietice în fața unei audiențe formate din ofițeri atent selectați. În rândurile ofițerilor se afla și colonelul Henning von Tresckow, care nu fusese implicat până atunci în niciuna dintre comploturile de până atunci, dar care era un opozant convins al regimului nazist. El a fost înspăimântat de planul lui Hitler de dezlănțuire a unui nou război în răsărit. Ca nepot al feldmareșalului Fedor von Bock, el avea numeroase legături. Henning von Tresckow a fost desemnat să lucreze la cartierul general al unchiului său, care comanda Grupul de Armate Centru, una dintre grupările care urma să declanșeze Operațiunea Barbarossa. Tresckow a recrutat în mod sistematic ofițeri de opoziție din rândurile camarazilor săi, formând un grup important de rezistență în sânul armatei.
În condițiile în care armatele germane continuau avansarea triumfală în regiunile vestice ale Uniunii Sovietice (1941 – 1942), grupurile de opoziție din cadrul armatei nu puteau face mare lucru. Libertatea de acțiune a grupurilor de opoziție ale ofițerilor a fost scăzută chiar și după înfrângerea din fața Moscovei din decembrie 1941, (eveniment care a dus la demiterea lui Brauchitsch și Bock). În decembrie 1941, SUA au intrat în război, ceea ce a convins pe ofițerii cu simțul realității că Germania va pierde în cele din urmă războiul. Războiul pe viață și pe moarte de pe frontul de răsărit a pus noi probleme rezistenței. Cei mai mulți dintre membrii opoziției germane erau conservatori care urau sincer comunismul și Uniunea Sovietică. Problema de căpătâi era cum putea fi răsturnat regimul nazist și cum putea fi încetat războiul fără a permite sovieticilor să câștige controlul asupra Germaniei și a întregii Europe. Această problemă a devenit și mai greu de rezolvat în momentul în care Aliații au adoptat în 1943 la Casablanca politica „capitulării necondiționate”.
În timpul anului 1942, neobositul Oster a reușit să reconstruiască rețelele de rezistență. Cel mai important nou recrut a fost generalul Friedrich Olbricht, șeful biroului central al armatei din Berlin, care controla un sistem independent de comunicații cu unitățile de rezervă din toată Germania. Făcând legătura dintre generalul Olbricht și rețeaua de rezistență din cadrul Grupului de Armate Centru creat de Tresckow se părea că a rezultat o structură viabilă pentru declanșarea unei lovituri de stat. Demiterea lui Bock nu a slăbit poziția lui Tresckow. Mai mult chiar, Tresckow a recrutat rapid pe succesorul lui Bock, generalul Hans von Kluge. Tresckow l-a adus pe Goerdeler, liderul rezistenței civile la cartierul general al Grupului de Armate Centru pentru a-l întâlni pe Kluge.

## Rezistența neorganizată

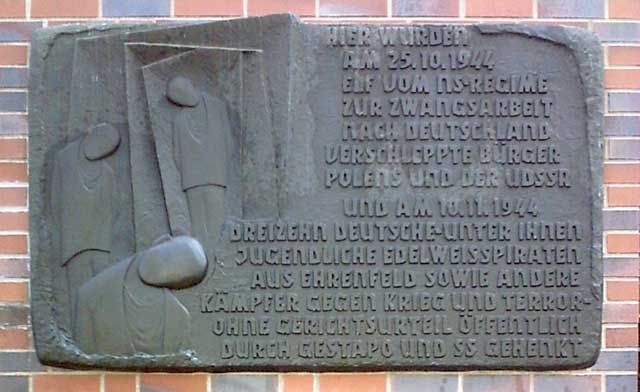
Placa memorială dezvelită pentru comemorarea grupului de tineri "Edelweisspiraten". Șase dintre membrii grupului au fost spânzuraţi în 1944 în Köln

Nu poate fi contestat faptul că foarte mulți germani au sprijinit regimul nazist până la sfârșitul războiului. Dar au existat și numeroase curente de rezistență, chiar dacă în cazul unora dintre ele orientarea lor politică era neclară. Istoricul german Detlev Peukert, primul cercetător care a studiat societatea germană în timpul perioadei naziste, a numit acest fenomen „rezistența zilnică”. Cercetările sale au avut ca sursă principală rapoartele Gestapoului și SD-ului, ca și rapoartele social-democraților din exil asupra situației din țară. Social-democrații își bazau rapoartele pe o rețea de informatori aflați în rețelele clandestine de partid, care supraviețuiseră prigoanei naziste.
Peukert și alți autori au relevat că cea mai persistentă sursă de nemulțumire din Germania Nazistă era cea generată de starea economiei și de corupția oficialilor naziști. Cu toate acestea, popularitatea lui Hitler a fost foarte puțin afectată. Regimul nazist se lăuda cu eradicarea șomajului, dar acest rezultat fusese obținut prin intermediul recrutărilor în armată și reînarmare. Economia civilă a rămas slabă de-a lungul întregii perioade naziste. În ciuda faptului că prețurile erau stabilite prin lege, salariile au rămas relativ scăzute, iar piața suferea de lipsuri cronice, care s-au agravat după declanșarea războiului. La toate acestea s-au adăugat după 1942 suferințele cauzate de atacurile aeriene aliate împotriva orașelor germane. Traiul luxos și venalitatea oficialilor naziști precum Hermann Göring stârnea o furie crescândă. Rezultatul era „o nemulțumire profundă în rândul populației din toate colțurile țării, cauzate de eșecurile din economie, amestecul guvernamental în viața privată, subminarea tradițiilor și obiceiurilor acceptate și controlul statului polițienesc”.
Nemulțumirile generalizate generau o opoziție cu forme „pasive” – absenteism, eschivarea de la anumite îndatoriri pe baza unor false boli, răspândirea de zvonuri antiguvernamentale, dezvoltarea pieței negre, stocarea de bunuri și altele. Uneori lua și forme mai active, precum avertizarea persoanelor amenințate cu arestarea, ascunderea unor urmăriți sau sprijinirea acestora pentru fuga de autorități, ca și neanunțarea autorităților de descoperirea unor activități de opoziție. Muncitorii industriali, în rândurile cărora social-democrații și comuniștii fuseseră foarte activi, au declanșat greve de scurtă durată. Aceste greve au fost tolerate, cel puțin până la declanșarea războiului, în principal pentru că erau strict de natură economică, fără nicio legătură cu politica.
O altă formă de rezistență a fost sprijinirea evreilor persecutați. Pe la mijlocul anului 1942, deportarea evreilor din Germania și Austria în lagărele de exterminare era un proces în plină desfășurare. După cum au demonstrat cercetările recente, marea majoritate a germanilor era indiferentă față de soarta evreilor, iar un număr destul de mare de germani au sprijinit activ programul nazist de exterminare. Totuși, un număr redus de germani a încercat să-i ajute pe evrei, chiar dacă o asemenea atitudine îi punea în primejdie pe ei și pe familiile lor. Asemenea acțiuni erau mai ușor de întreprins în Berlin și de asemenea mai ușor de întreprins pentru persoanele bogate, cu relații și în mod particular pentru femei.
Aristocrate precum Maria Gräfin von Maltzan și Marie Therese von Hammerstein au reușit să obțină acte cu ajutorul cărora au ajutat numeroși evrei să evadeze din Germania. Elisabeth von Thadden, directoarea unei școli private de fete, nu a fost de acord cu edictele naziste, și a continuat să înscrie tinere evreice la școala pe care o conducea până în mai 1941, când școala a fost naționalizată și ea a fost concediată. În 1944, Elisabeth von Thadden a fost executată ca urmare a implicării sale în „Cercul Solf”, (un grup de intelectuali antinaziști). Predicatorul protestant Heinrich Grüber a organizat evadarea evreilor din Germania în Olanda. La ministerul de externe, Canaris a conspirat trimiterea unui număr de evrei în Elveția sub diferite pretexte. Se estimează că în Berlin au fost ascunși cam 2.000 de evrei până la sfârșitul războiului. Istoricul britanic Martin Gilbert a descoperit numeroase cazuri în care germani și austrieci, inclusiv funcționari publici sau ofițeri ai armatei, au salvat evrei.
A existat o singură manifestare publică împotriva persecutării de către naziști a evreilor germani (Protestul de pe Rosenstrasse). Protestul a avut loc în februarie 1943 și a fost generat de arestarea și amenințarea cu deportarea a 1.800 de bărbați evrei căsătoriți cu femei neevreice. Mai înainte ca acești oameni să fie deportați, soțiile și rudele lor s-au adunat în fața clădirii din Rosenstrasse, unde cei 1.800 erau ținuți prizonieri. Aproximativ 6.000 de oameni, în special femei, au protestat în schimburi timp de aproape o săptămână. În cele din urmă, Himmler, îngrijorat de efectele demonstrației asupra moralului populației, a cedat și a permis eliberarea celor arestați. Unii dintre cei arestați și fuseseră deja deportați, au fost întorși din drumul spre Auschwitz și au fost eliberați. Împotriva protestatarilor nu s-au luat măsuri punitive, iar cei mai mulți dintre acești evrei au supraviețuit războiului. acest eveniment a fost remarcabil atât pentru faptul că a fost unic, cât și pentru acela că regimul a cedat și ridică din nou problema a ceea ce s-ar fi putut întâmpla dacă mai mulți germani s-ar fi arătat dornici să protesteze împotriva deportării evreilor.
Nazismul a avut un mesaj foarte puternic adresat tineretului german, în special al celui din clasa medie. Tineretul din mediul universitar a fost un fief puternic al nazismului încă din perioada în care Hitler nu ajunsese la putere. Organizația Hitler-Jugend (Tineretul Hitlerist) a căutat să mobilizeze toți tinerii germani în sprijinul regimului și, în afară de unele zone rurale catolice, a activat cu succes în toată perioada regimului nazist. După 1938 au început însă să apară anumite semne de alienare în rândul tinerilor germani. Aceasta a luat rareori forma de opoziției politice, ca în cazul aproape singular al grupul Trandafirul alb. Cel mai adesea era vorba de o atitudine pasivă, de neparticipare la acțiunile culturale destinate tinerilor și de căutarea de alternative. Deși niciun grup de tineri care nu erau de acord cu politica regimului nu a reprezentat un pericol pentru nazism și deși acești tineri nu au avut nicio legătură cu elitele germane care complotau pentru răsturnarea lui Hitler, existența lor demonstrează că erau curente de opoziție la toate nivelurile societății germane.
Trebuie amintit exemplul Piraților Edelweiss (Edelweißpiraten), o rețea slab organizată a tinerilor din clasa muncitorească existentă în mai multe orașe germane, care organiza întruniri neautorizate și se implica în lupte de stradă cu membrii organizației Tineretului Hitlerist. În Leipzig exista grupul „Meuten” cu peste o mie de membri, care era mai politizat și avea legături cu organizațiile ilegale comuniste. Un alt grup important a fost cel cunoscut ca Swingjugend (copii iubitori de swing). Acesta era un grup al tinerilor din clasa de mijloc, se întâlneau în cluburi secrete din Berlin și alte câteva orașe mari germane pentru a asculta muzică considerată „degenerată” de autorități (swing, jazz și altele genuri). Această mișcare, care implica și o anumită modă vestimentară a devenit atât de populară în rândul unor pături ale tineretului încât Himmler a ordonat în 1941 arestarea activiștilor swing și trimiterea unora dintre ei în lagărele de concentrare.
În octombrie 1944, în timp ce armatele britanico-americane se apropiau de granițele vestice ale Germaniei, în orașul Köln, răvășit de raidurile aeriene aliate și evacuat parțial de autorități, au avut loc o serie de dezordini. Edelweißpiraten, aliați cu grupuri de dezertori din armata germană, prizonieri evadați, lucrători străini și comuniști ieșiți din clandestinitate au pus la cale o serie de jafuri, sabotaje și asasinate care priveau oficiali ai Gestapoului și Partidului Nazist. Au fost stocate mari cantități de materiale explozive destinate distrugerii sediilor Gestapoului. Himmler, temându-se de extinderea mișcării de rezistență în alte orașe, a ordonat represiuni dure, în Kölnului izbucnind lupte de stradă sângeroase. Mai mult de 200 de răzvrătiți au fost arestați și câteva zeci au fost spânzurați, printre ei și șase adolescenți Edelweisspiraten.

## Evenimentele de până la atentatul de la 20 iulie
Începând cu mijlocul anului 1943, soarta războiului se întorcea definitiv împotriva Germaniei. Ultima mare ofensivă germană de pe frontul de est, Unternehmen Zitadelle, s-a încheiat cu înfrângerea din arcul de la Kursk. În iunie, aliatul italian a lui Hitler, Benito Mussolini a fost alungat de la putere. Conspiratorii civili și militari au devenit din ce în ce mai hotărâți să-l elimine pe Hitler, considerând că numai după moartea dictatorului se poate forma un guvern care să poată deschide discuții separate de pace cu puterile occidentale. O astfel de mișcare ar fi împiedicat de asemenea și ocuparea țării de către sovietici. Acest scenariu pleca de la o premiză falsă, și anume că Aliații occidentali ar fi fost dispuși să rupă legăturile cu Uniunea Sovietică și să negocieze o pace separată cu un guvern german nenazist. Ceea ce nu știau opozanții germani era faptul că atât Churchill cât și Roosevelt erau de acord cu formula „capitulării necondiționate”.
Cum ministerul de externe asigurase un refugiu sigur multor activiști antinaziști, conspiratorilor nu le-a fost greu să ia legătura cu guvernele aliate cu ajutorul diplomaților din statele neutre. S-au stabilit unele contacte prin intermediul diplomaților germani din Berna, sau de la Vatican.
Toate propunerile conspiratorilor au fost respinse, sau au fost pur și simplu neglijate. Aliații occidentali nu acordau opozanților germani niciun fel de ajutor, nici măcar nu se ofereau să le recunoască activitatea. Erau mai multe motive serioase pentru care aliații aleseseră o asemenea atitudine. În primul rând, aliații nu-i cunoșteau și nu aveau încredere în cei care se proclamau opozanți. Aceștia din urmă păreau în ochii occidentalilor o clică de reacționari prusaci preocupați în principal să-și salveze pozițiile în condițiile în care era evident că Germania pierdea războiul. Această atitudine era încurajată în principal de consilierul lui Churchill pe probleme de politică externă, Lord Vansittart, un antigerman visceral. În al doilea rând, Roosevelt și Churchill erau conștienți că URSS ducea greul războiului împotriva Germaniei Naziste și că Stalin era mereu suspicios cu privire la posibilitatea unei păci separate germano-occidentale. Din aceste motive, cei doi lideri occidentali au refuzat orice discuție care ar fi putut chiar sugera dorința lor de stabilire a unei păci separate cu Germania. În al treilea rând, Aliații erau hotărâți ca spre deosebire de situația din primul război mondial, la sfârșitul războiului în curs să învingă definitiv Germania, pentru a împiedica apariția unui nou mit al „înjunghierii pe la spate”.
În august 1943 Tresckow l-a întâlnit pe colonelul de stat major Claus Schenk Graf von Stauffenberg. Stauffenberg, un catolic practicant, fusese mutilat în luptele din Africa de nord. El avea convingeri conservatoare și naționaliste. Dacă la început, Stauffenberg a privit cu entuziasm venirea la putere a naziștilor, el a fost rapid deziluzionat de guvernarea lor. Încă din 1942, el împărtășea părea altor ofițeri germani, conform căreia Germania este condusă spre dezastru de Hitler și că numai îndepărtarea dictatorului poate salva țara. Scrupulele sale moral-religioase l-au împiedicat o vreme să ia în considerație asasinarea Führerului. După dezastrul de la Stalingrad, el a ajuns la concluzia că asasinarea lui Hitler ar fi fost cel mai mic rău moral.
Olbricht le-a prezentat lui Tresckow și Stauffenberg o nouă strategie pentru declanșarea loviturii de stat. Armata de rezervă avea un plan de acțiune „Operațiunea Valküre”, care trebuia folosit în cazul în care bombardamentele masive aliate ar fi provocat dezordini majore sau răscoala milioanelor de muncitori străini aflați la muncă forțată în Germania. Olbricht a sugerat că acest plan ar putea fi folosit pentru mobilizarea armatei de rezervă în scopul preluării controlului asupra orașelor germane, dezarmării SS-ului și arestării conducerii naziste, după asasinarea lui Hitler. Operațiunea Valküre putea fi declanșat numai prin atragerea de partea conspiratorilor sau neutralizarea generalului Friedrich Fromm, comandantul armatei de rezervă. Fromm, ca de altfel alți generali germani, era la curent cu existența unei conspirații militare împotriva lui Hitler, dar nu i-a ajutat pe opozanți și, e adevărat, nici nu i-a trădat.
La sfârșitul anului 1943 și începutul anului 1944, conspiratorii au încercat să plaseze un om al lor în anturajul lui Hitler pentru a putea plasa o bombă sau pentru a-l împușca. Sarcina s-a dovedit extrem de dificilă. Cum situația de pe fronturi continua să se deterioreze, Hitler nu mai apărea în public și vizita rareori Berlinul. Dictatorul își petrecea cea mai mare parte a timpului în cartierul general din Prusia Răsăriteană, cu scurte pauze în care vizita reședința din munții Bavariei, Berchtesgaden. În ambele locații, Hitler era înconjurat de oameni pe care îi cunoștea bine și în care avea mare încredere. Mai mult, Himmler și Gestapoul se temeau din ce în ce mai tare de eventualii atentatori la viața Führerului. Ofițerii Marelui Stat Major erau priviți cu suspiciune.
Au urmat loviturile date conspiratorilor. În ianuarie și februarie 1944 au fost arestați Moltke și Canaris. Gestapoul a strâns lațul în jurul cercului de conspiratori până în toamna aceluiași an. La 4 iulie, Julius Leber, care încerca să stabilească legături cu social-democrații și comuniștii pentru formarea unui „front unit”, a fost arestat. Conspiratorii rămași în libertate au devenit conștienți că orice tentativă de asasinat trebuie organizată rapid, dar fiind faptul că pe frontul de răsărit Armata Roșie avansa fără a putea fi oprită, iar în Franța, Aliații occidentali deschiseseră al doilea front pe 6 iunie. Conspiratorii au ajuns la concluzia că mai aveau o singură șansă pentru scoaterea de pe scena politică a lui Hitler. Deși doar puțini conspiratori mai sperau ca occidentalii să fie de acord cu o pace separată cu un guvern nenazist, cei mai mulți erau conștienți că le rămâne doar opțiune capitularii necondiționate. Marea problemă care se punea era dacă guvernul nenazist ar fi reușit să capituleze mai înainte sau după ce sovieticii ar fi ocupat Germania. Pe de altă parte, o bună parte a conspiratorilor a ajuns la concluzia că asasinarea lui Hitler nu ar fi ajutat la nimic altceva decât la salvarea onoarei conspiratorilor, a armatei și a imaginii Germaniei în ochii lumii.
Privind retrospectiv, este surprinzător să constați că după luni de întâlniri conspirative și numeroase planuri de acțiune, grupurile de rezistență din cadrul armatei și a aparatului de stat au rămas aparent nedescoperite de Gestapo. Poliția secretă avea informații încă din februarie 1943 despre existența grupurilor de rezistența din Abwehr, sub patronajul lui Canaris, și de cel din cercul Goedeler-Beck. Facă Gestapoul ar fi acționat încă de atunci, este aproape sigur că atentatul din 20 iulie nu ar mai fi avut loc. Motivul pentru care Himmler, deși la curent cu aceste conspirații, nu a acționat rămâne neclar.
Mai mult chiar, se știe că Himmler s-a întâlnit cu un membru al opoziție, ministrul prusac de finanțe Johannes Popitz. În august 1943, Popitz s-a întâlnit cu Himmler și s-a oferit să asigure sprijinul opoziției, dacă acesta din urmă ar fi fost de acord să-l înlăture de la putere pe Hitler și ar fi declanșat negocierile de pace. Întâlnirea nu a dus la nicio înțelegere, dar Popitz nu a fost arestat, iar Himmler nu a făcut nimic pentru stoparea activității mișcării de opoziție din aparatul de stat. Popitz nu era singurul care spera că va avea sprijinul lui Himmler pentru o lovitură de stat. Heinz Höhne, biograful lui Canaris, a sugerat că șeful spionajului german și Himmler ar fi colaborat pentru asigurarea unei schimbări de regim.
Himmler știa despre adevăratul nivel al dezvoltării opoziției mai multe decât oricare dintre conspiratori. Dacă opozanților li se părea că poporul german crede în continuare în Hitler, indiferent de situația dezastruoasă din economie și de pe front, Himmler primea rapoarte regulate din partea SD-ului (Serviciul de Securitate, spionajul SS-ului) cu privire la adevărata stare de spirit din țară.
Aceste rapoarte dovedeau că moralul civililor scădea, iar gradul de sprijin al populație față de regimul nazist se deteriora, începând după înfrângerea de la Stalingrad și continuând de-a lungul anului 1943, odată cu șirul de eșecuri pe frontul de răsărit și cu neîncetatele bombardamente aliate asupra orașelor germane. Încă de la sfârșitul anului 1943, Himmler era informat că marea majoritate a populației germane nu mai credea în „victoria finală”. Doar frica față de acțiunile brutale ale Gestapoului împiedica populația să-și transforme deziluziile în opoziție activă împotriva regimului, deși protestul de pe Rosenstrasse demonstrase că, dacă ar fi avut suficient curaj, cei care se opuneau regimului nazist ar fi putut să obțină succese.
Rezistența organizată a început să se pregătească de acțiune în 1944. Partidele social-democrat și comunist și sindicatele afiliate lor au fost distruse încă din 1933. Sindicatele catolice și Partidul de Centru au ales să se autodizolve. Ca urmare, sindicaliștii catolici nu au suferit tot atât de mult ca cei comuniști și social-democrați și au reușit să păstreze o rețea ilegală de activiști. Liderii acestora din urmă, Jakob Kaiser și Max Habermann, au ajuns la începutul anului 1944 la concluzia că a venit vreme acțiunii antinaziste. Au fost organizate celule de rezistență, care ar fi trebuit să se ridice la luptă după asasinarea lui Hitler și să preia controlul asupra clădirilor guvernamentale.

## Atentatul de la 20 iulie
La 1 iulie Stauffenberg a fost numit șef al Statului Major al Armatei de Rezervă comandate de generalul Fromm, cu cartierul general Bendlerstrasse, în centrul Berlinului. Această funcție îi permitea lui Stauffenberg să participe la conferințele militare ale lui Hitler, atât în Prusia Orientală cât și la Berchtesgaden. Stauffenberg avea posibilitatea să-l ucidă pe Hitler cu o bombă sau cu pistolul. Conspiratorii care rezistaseră ideii de ucidere a dictatorului din motive etico-religioase își schimbaseră atitudinea. Conspiratorilor li se alăturaseră noi complici. Printre aceștia se aflau generalul Carl-Heinrich von Stülpnagel, comandantul trupelor din Franța, care trebuia să negocieze un armistițiu cu aliații occidentali imediat după uciderea lui Hitler.
Complotiștii erau gata de acțiune. La începutul lunii iulie, Stauffenberg a participat de două ori la conferințele lui Hitler având o bombă în geantă. Dar pentru că se considera că succesul conspirație depindea și de asasinarea lui Himmler, atentatul a fost amânat de fiecare dată. De fapt, Himmler nici nu participa de obicei la conferințele militare ale Führerului. Pe 15 iulie, când Stauffenberg a participat la conferința din Prusia Orientală, s-a renunțat la această condiție. Planul era ca Stauffenberg să plaseze bomba în camera de conferință cu temporizatorul pornit și sub un motiv oarecare să părăsească sala, să aștepte explozia, și să zboare la Berlin, unde să se alăture conspiratorilor. Urma mobilizarea armatei de rezervă în conformitate cu planurile Operațiunii Valküre, iar militarii trebuiau să preia controlul asupra Germaniei, în timp ce liderii naziști ar fi fost arestați și SS-ul anihilat. Beck urma să fie numit șeful statului, Gordeler cancelar iar Witzleben comandant al armatei. Planul depindea de noroc și de viteza și precizia de execuție, dar nu era imposibil de realizat.
La 15 iulie atentatul a fost amânat din nou în ultimele clipe din motive care nu se cunosc. Stauffenberg s-a întors furios la Berlin. Pe 18 iulie, Stauffenberg a auzit unele zvonuri conform cărora Gestapoul ar fi fost pe urmele lui și se putea aștepta să fie arestat în orice clipă. Se pare că a fost o informație falsă, dar a fost un imbold suficient pentru el ca să acționeze cu prima ocazie. La 20 iulie, la ora 10 dimineața, Stauffenberg s-a deplasat pe calea aerului la Rastenburg la o nouă conferință militară a lui Hitler, cu bomba în geantă. În ciuda maniei excesive pentru securitate a dictatorului, ofițerii care participau la conferințele de război nu erau percheziționați.
Conferința a început în jurul prânzului. Stauffenberg, după ce activase în prealabil temporizatorul bombei, a plasat geanta sub masa în jurul căreia se strângeau Hitler și cam 20 de ofițeri. După 10 minute, el a găsit o scuză și a părăsit camera. La 12:40 s-a produs explozia, distrugând în bună partea sala de conferințe. Mai mulți ofițeri au fost uciși, dar Hitler a scăpat. Se presupune că dictatorul a fost apărat de efectele exploziei de masa grea de stejar sub care Stauffenberg plasase bomba. Stauffenberg, după ce a văzut camera distrusă, a presupus că Hitler a murit, a sărit într-o mașină și s-a îndreptat spre aeroport, mai înainte ca să poată fi oprit. La ora 13:00 era deja în avion și se îndrepta spre Berlin.
Până când Stauffenberg să ajungă la Berlin la ora 15:00, generalul Erich Fellgiebel, un alt membru al complotului, și-a anunțat aliații că Hitler a supraviețuit exploziei. Complotiștii din Berlin și-au pierdut curajul și au considerat că în condițiile date, Operațiunea Valküre nu mai are șanse de reușită. Confuzia complotiștilor a sporit în momentul în care Stauffenberg a aterizat și a telefonat de la aeroport raportând că Hitler este mort. Complotiștii nu mai știau ce să creadă. La ora 16:00 Olbricht a dat ordinele pentru declanșarea Operațiunii Valküre. Generalul Fromm a dat telefon lui Keitel să se asigure că Hitler este în viață.
La 16:40 Stauffenberg a ajuns la Bendlerblock. Fromm a încercat să schimbe tabăra și a dat ordin pentru arestarea lui Stauffenberg, dar în schimb a fost luat prizonier de Olbricht și Stauffenberg. În acest timp însă, Himmler a preluat controlul situației și a contramandat mobilizarea ordonată de Olbricht. În unele locuri, neștiind ce se întâmplă, complotiștii continuau să urmeze planurile inițiale. Ministerul Propagandei de pe Wilhelmstrasse, cu Joseph Goebbels în clădire, a fost înconjurat de trupe. La Paris, Stülpnagel a dat ordine pentru arestarea comandanților SS și SD. În Viena, Praga și în alte orașe importante trupele regulate au ocupat birourile Partidului Nazist și au arestat gaulaiterii și liderii SS.
Momentul decisiv a avut loc la ora 19:00, când Hitler s-a simțit suficient de bine pentru a telefona. El a dat ordin unui ofițer care îi era loial, maiorul Otto Remer, să restabilească controlul în Berlin. La ora 20:00, Witzleben a sosit la Bendlerblock și s-a certat cu Stauffenberg, care încă mai insista ca lovitura de stat să continue să se desfășoare. Cam pe la aceeași oră, Kluge, proaspăt numit comandant suprem al trupelor din vest, când a aflat că Hilter este în viață, a schimbat taberele și l-a arestat pe Stülpnagel.

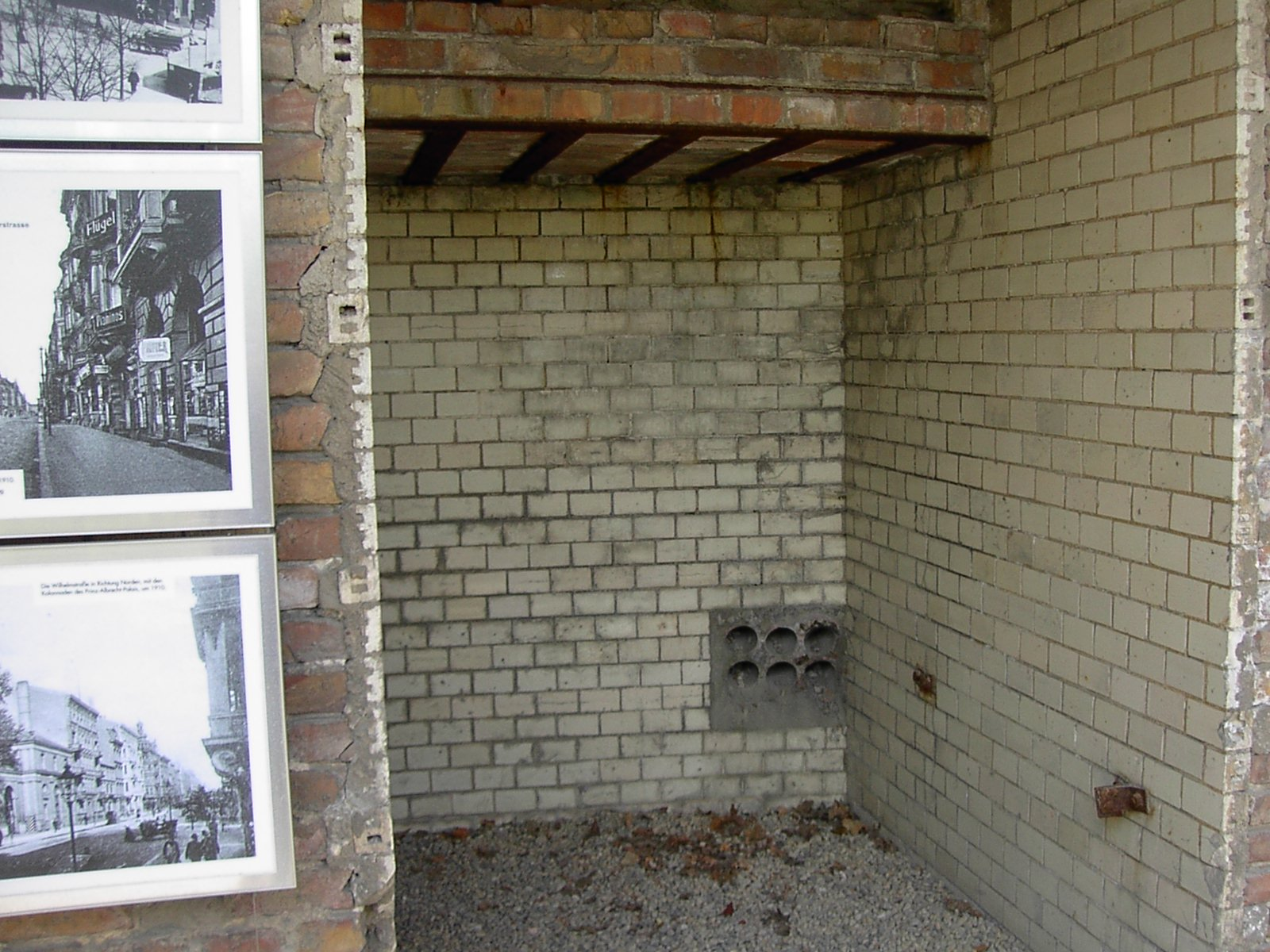
Celulele de la cartierul general al Gestapoului din Prinz-Albrecht-Strasse, unde au fost torturaţi mai mulţi complotişti

Complotiștii mai puțin hotărâți s-au grăbit să schimbe tabăra. În luptele care au izbucnit la Bendlerblock între ofițerii loiali lui Hitler și complotiști, Stauffenberg a fost rănit. Până la ora 23:00, Fromm recâștigase controlu asupra garnizoanei și prin acțiuni prin de zel a încercat să-și salveze pielea. Beck s-a sinucis, exemplul lui fiind urmat de alți conspiratori. Fromm a declarat că a organizat o curte marțială cu un singur membru (el însuși!) și i-a condamnat la moarte pe Olbricht, Stauffenberg și alți doi ofițeri. La zece minute după miezul nopții, cei patru au fost executați în curte. La ora 0:30, trupele SS conduse de Otto Skorzeny au ocupat garnizoana și au oprit restul execuțiilor. Fromm a plecat să-l viziteze pe Goebbels ca să pretindă că a fost cel care a înăbușit complotul, numai că a fost arestat.
În săptămânile care au urmat, Gestapoul a arestat pe toți cei care au avut cea mai mică legătură cu complotul. Descoperirea unor scrisori și jurnale la domiciliile arestaților au dezvăluit existența tentativelor din 1938, 1939 și 1943, ceea ce a dus la un nou val de arestări. În conformitate cu noile legi Sippenhaft, toate rudele conspiratorilor au fost arestate.
Numai câțiva complotiști au încercat să fugă sau au negat orice vină atunci când au fost arestați. Se pare că dintre cei arestați, niciunul nu și-a trădat camarazii nici în timpul torturilor.
Cei care au supraviețuit interogatoriilor au fost trimiși în fața Tribunalului Poporului și a judecătorului nazist Roland Freisler. Aproximativ 5.000 de oameni au fost arestați și cam 200 au fost executați . Nu toți cei arestați sau executați au avut vreo legătură cu complotul de la 20 iulie, dar Gestapoul s-a folosit de ocazie ca să scape de diferite persoane considerate incomode.
La sfârșitul lunii aprilie 1945, când a fost descoperit jurnalul lui Canaris, au mai fost arestați alți opozanți ai regimului nazist. Execuțiile au continuat până în ultimele zile ale războiului.